# David Hasselhoff
David Hasselhoff (n. 17 iulie 1952, Baltimore, America Britanică⁠(d), Regatul Marii Britanii) poreclit "The Hoff" este un actor american, cântăreț, producător și om de afaceri.

## Filmografie

### Film
| An   | Titlu                            | Rol               | Note                                             |
| ---- | -------------------------------- | ----------------- | ------------------------------------------------ |
| 1975 | The Lion Roars Again             |                   | Scurtmetraj                                      |
| 1976 | Revenge of the Cheerleaders      |                   |                                                  |
| 1979 | Starcrash                        | Prințul Simon     |                                                  |
| 1988 | Starke Zeiten                    |                   | Film în limba germană (engleză: Strong Times)    |
| 1988 | Three Crazy Jerks II             |                   |                                                  |
| 1988 | Witchery                         |                   |                                                  |
| 1989 | Bail Out                         |                   |                                                  |
| 1990 | The Final Alliance               |                   |                                                  |
| 1992 | Neon City                        |                   |                                                  |
| 1996 | Dear God                         |                   |                                                  |
| 1998 | Legacy                           |                   |                                                  |
| 1999 | The Big Tease                    |                   |                                                  |
| 2000 | The Target Shoots First          |                   |                                                  |
| 2000 | Welcome to Hollywood             |                   |                                                  |
| 2001 | Jekyll & Hyde                    |                   |                                                  |
| 2002 | The New Guy                      |                   |                                                  |
| 2003 | Fugitives Run                    |                   |                                                  |
| 2004 | DodgeBall: A True Underdog Story |                   |                                                  |
| 2004 | A Dirty Shame                    |                   |                                                  |
| 2004 | The SpongeBob SquarePants Movie  | as himself        |                                                  |
| 2004 | EuroTrip                         |                   |                                                  |
| 2006 | Click                            |                   |                                                  |
| 2007 | Kickin' It Old Skool             |                   |                                                  |
| 2008 | Anaconda 3: Offspring            |                   |                                                  |
| 2008 | Command & Conquer: Red Alert 3   |                   |                                                  |
| 2011 | Fuga de cerebros 2               |                   |                                                  |
| 2011 | Hop                              | as himself        |                                                  |
| 2012 | Piranha 3DD                      | as himself        |                                                  |
| 2012 | Keith Lemon: The Film            |                   |                                                  |
| 2014 | Stretch                          | as himself        |                                                  |
| 2015 | Kung Fury                        | Hoff 9000 (voice) | Short film                                       |
| 2015 | Ted 2                            |                   |                                                  |
| 2015 | Alleluia! The Devil's Carnival   | The Designer      | Performs song "Only By Design" on the soundtrack |

### Televiziune
| An        | Titlu                                         | Rol                              | Note                                                                      |
| --------- | --------------------------------------------- | -------------------------------- | ------------------------------------------------------------------------- |
| 1975–82   | The Young and the Restless                    | Dr. William "Snapper" Foster Jr. | Main role (1975–82); appearance (2010)                                    |
| 1976      | Griffin and Phoenix: A Love Story             |                                  |                                                                           |
| 1979      | Pleasure Cove                                 | Scott                            | Unsold pilot episode                                                      |
| 1980      | Semi-Tough                                    | Prince Simon                     | Unsold pilot episode                                                      |
| 1981      | The Love Boat                                 | Brian / Tom Bell                 |                                                                           |
| 1982–86   | Knight Rider                                  | Michael Knight                   | Lead role                                                                 |
| 1984      | The Cartier Affair                            | Curt Taylor                      | Television movie (NBC)                                                    |
| 1985      | Bridge Across Time                            | Don Gregory                      | Television movie                                                          |
| 1988      | Perry Mason: The Case of the Lady in the Lake | Bill Travis                      | Television movie                                                          |
| 1989–2000 | Baywatch                                      | Mitch Buchannon                  | Lead role                                                                 |
| 1989      | Fire and Rain                                 | Dr. Dan Meyer                    | Television movie                                                          |
| 1991      | Knight Rider 2000                             | Michael Knight                   | Television movie (failed pilot for television series)                     |
| 1992      | The Bulkin Trail                              | Michael Bulkin                   | Short                                                                     |
| 1992      | Ring of the Musketeers                        | John Smith D'Artagnan            | Television movie                                                          |
| 1994      | Avalanche                                     | Duncan Snyder                    | Television movie (FOX)                                                    |
| 1995      | Baywatch the Movie: Forbidden Paradise        | Mitch Buchannon                  | Television movie                                                          |
| 1995–97   | Baywatch Nights                               | Mitch Buchannon                  | Lead role                                                                 |
| 1996      | Gridlock                                      | Jake Gorsky                      | Television movie (NBC)                                                    |
| 1997      | Night Man                                     | Katrina's Assistant              | 1 episode (pilot)                                                         |
| 1998      | Nick Fury: Agent of S.H.I.E.L.D.              | Colonel Nick Fury                | Television movie                                                          |
| 2000      | One True Love                                 | Mike Grant                       | Television movie (CBS)                                                    |
| 2000      | Whose Line Is It Anyway?                      |                                  | Guest appearance, 1 episode                                               |
| 2001      | Shaka Zulu: The Citadel                       | Mungo Prentice                   | Television movie                                                          |
| 2003      | Baywatch: Hawaiian Wedding                    | Mitch Buchannon                  | Television movie: Baywatch reunion movie                                  |
| 2006      | Still Standing                                | Gary Maddox                      |                                                                           |
| 2006      | Wildboyz                                      |                                  | Guest star                                                                |
| 2006–09   | America's Got Talent                          |                                  | Main judge                                                                |
| 2006–09   | Robot Chicken                                 |                                  |                                                                           |
| 2008      | Knight Rider                                  | Michael Knight                   | Television movie (NBC) (backdoor pilot)                                   |
| 2009      | The Hoff: When Scott Came to Stay             |                                  |                                                                           |
| 2009      | Meet the Hasselhoffs                          |                                  | Reality Show                                                              |
| 2010      | WWE Raw                                       | as himself                       | Guest host (12 aprilie 2010)                                              |
| 2010      | The Hasselhoffs                               |                                  | Reality Show                                                              |
| 2010      | Dancing with the Stars                        | as himself                       | Contestant                                                                |
| 2010      | Celebrity Juice                               | as himself                       |                                                                           |
| 2011      | It's Chris                                    | Narrator                         |                                                                           |
| 2011      | Britain's Got Talent                          |                                  |                                                                           |
| 2011      | Piers Morgan's Life Stories                   |                                  |                                                                           |
| 2011      | Big Brother                                   | as himself                       | Season 13, Cameo appearance (to promote Same Name)                        |
| 2011      | Same Name                                     |                                  |                                                                           |
| 2011      | Chris Moyles' Quiz Night                      | The Hoff                         | Series 4 – in every episode, as 'The Hoff' asking celebrities a question. |
| 2011      | Ask Rhod Gilbert                              | "The Authenticator"              | Series 2, Episode 1                                                       |
| 2011      | Never Mind the Buzzcocks                      | The Host                         | Series 25, Episode 1                                                      |
| 2011      | Sons of Anarchy                               | Dondo Elgarian                   | Season 4, Episode 5                                                       |
| 2012      | The Christmas Consultant                      | Owen                             | Television movie (Lifetime)                                               |
| 2012      | The Magicians                                 |                                  | Series 2, Episode 2                                                       |
| 2012      | The Celebrity Apprentice Australia            | as himself                       | Season 2                                                                  |
| 2013      | Promi Big Brother                             | as himself                       | German reality television show                                            |
| 2015      | Hoff the Record                               |                                  | Improv television series                                                  |
| 2015      | David Hasselhoff Show                         |                                  | Finnish talk show                                                         |
| 2015      | Sharknado 3: Oh Hell No!                      | Gilbert Grayson "Gil" Shepard    | Television movie (Syfy)                                                   |

### Jocuri video
| An   | Titlu                          | Rol | Media |
| ---- | ------------------------------ | --- | ----- |
| 2008 | Pain                           |     |       |
| 2008 | Command & Conquer: Red Alert 3 |     |       |

## Legături externe
Materiale media legate de David Hasselhoff la Wikimedia Commons
- David Hasselhoff la Internet Movie Database